# Леонов, Фёдор Григорьевич
Леонов Фёдор Григорьевич (Акрисисович) (1892—1938) — советский партийный и государственный деятель. Расстрелян в 1938 г., реабилитирован посмертно.

## Биография
Родился в семье рабочих на ст. Химки Московско-Балтийской железной дороги ж.д. Член РКП(б) с 1919 г.
До революции слесарь в Нарве, Кронштадте и Петрограде. В 1917—1920 служил в Красной гвардии (Петроград) и РККА. В начале 1920-х на комсомольской работе — ответственный инструктор, заведующий отделом ЦК РКСМ.
Партийная работа:
- 1926—1927 гг. - зав. отделом редакции газеты «Правда»;
- 1927—1928 гг. -  ответственный секретарь Краснопресненского райкома ВКП(б) в Москве.
- 1928 — апрель 1929 г. ответственный секретарь Донского окружного комитета ВКП(б).
- с апреля по 14 сентября 1929 г.третий секретарь Организационного бюро ЦК ВКП(б) по Центрально-Промышленной — Московской области;
- 18.9.1929 г. — 9.1.1930 г. - 3-й секретарь Московского обкома ВКП(б);
- 9.1 — 22.7.1930 г. -  2-й секретарь Московского обкома ВКП(б).
- 7.1930 г.— 29.1.1931 г. - председатель Организационного бюро ЦК ВКП(б) по Восточно-Сибирскому краю,
- 6.2.1931 г.— 6.11.1933 г. 1-й секретарь Восточно-Сибирского краевого комитета ВКП(б). Снят с должности как не справившийся и откомандирован в распоряжение ЦК.

С 19.12.1927 г. по 26.6.1930 г. - кандидат в члены ЦК ВКП(б), с 13.7.1930 г.  по 26.1.1934 г. член ЦК ВКП(б). Избирался членом ВЦИК.
В 1934—1936 гг. заместитель директора Северо-Кавказского Союззернотреста  по политической части (г. Пятигорск).
В 1936—1937 гг. слушатель Высших академических курсов Народного комиссариата тяжёлой промышленности СССР (Москва).
Арестован 1 июля 1937 года. «Следствием» обвинён в «шпионаже и участии в контрреволюционной террористической организации».  Внесен в сталинский расстрельный список  от 22 сентября 1937 года («Москва-центр») — «за» 1-ю категорию Сталин, Молотов, Каганович, Ворошилов) под фамилией Леснов Ф. Г.
Приговорен к ВМН 25 декабря 1937 года ВКВС СССР. Однако был расстрелян только 28 июля 1938 года вместе с В. М. Киршоном, С. Л. Кругликовым, Б. Н. Мельниковым и др. Место захоронения — спецобъект НКВД «Коммунарка». Реабилитирован посмертно 25 августа 1956 года ВКВС СССР.